# Dubliany (Leópolis)
Dubliany (ucraniano: Дубля́ни; polaco: Dublany) es una ciudad de Ucrania, constituida administrativamente como una pedanía de la ciudad de Leópolis en la óblast de Leópolis.
En 2017, la ciudad tenía una población de 10 209 habitantes.
En 2022, la ciudad tenía una población de 9748 habitantes.
Se ubica en la periferia septentrional de Leópolis, sobre la salida de la carretera H17 que lleva a Lutsk.

## Historia
Hasta el siglo XIX era un pequeño pueblo de unos seiscientos habitantes. En 1856 se fundó aquí la Universidad Nacional Agraria de Leópolis, que fue la única escuela agraria en idioma polaco del reino de Galicia y Lodomeria. En 1919, la Segunda República Polaca integró esta institución en la Universidad Nacional Politécnica de Leópolis. En 1946, los polacos locales fueron expulsados a Breslavia, donde fundaron un barrio con el nombre del pueblo. La RSS de Ucrania le dio el estatus de asentamiento de tipo urbano en 1967 y el de ciudad de importancia distrital en 1978.
Antes de su integración en el actual municipio de Leópolis en 2020, Dubliany tenía su propio ayuntamiento en el raión de Zhovka. Su territorio incluía como pedanías dos pueblos: Malí Pidlisky y Sýtyjiv.